# Патерн (консул 267 года)
Патерн (лат. Paternus) — римский государственный деятель второй половины III века.

## Биография
Почти ничего неизвестно об этом человеке кроме того, что он занимал должность ординарного консула в 267 году вместе с Аркесилаем. Возможно, его следует идентифицировать с консулом 279 года — Нонием Патерном. Консулы с именем Патерн зафиксированы также в 268 и 269 годах, но, так как ни один из них не имеет в надписях обозначений о том, что консулат для него второй, делается вывод, что это разные люди.